# Plan de Phazy

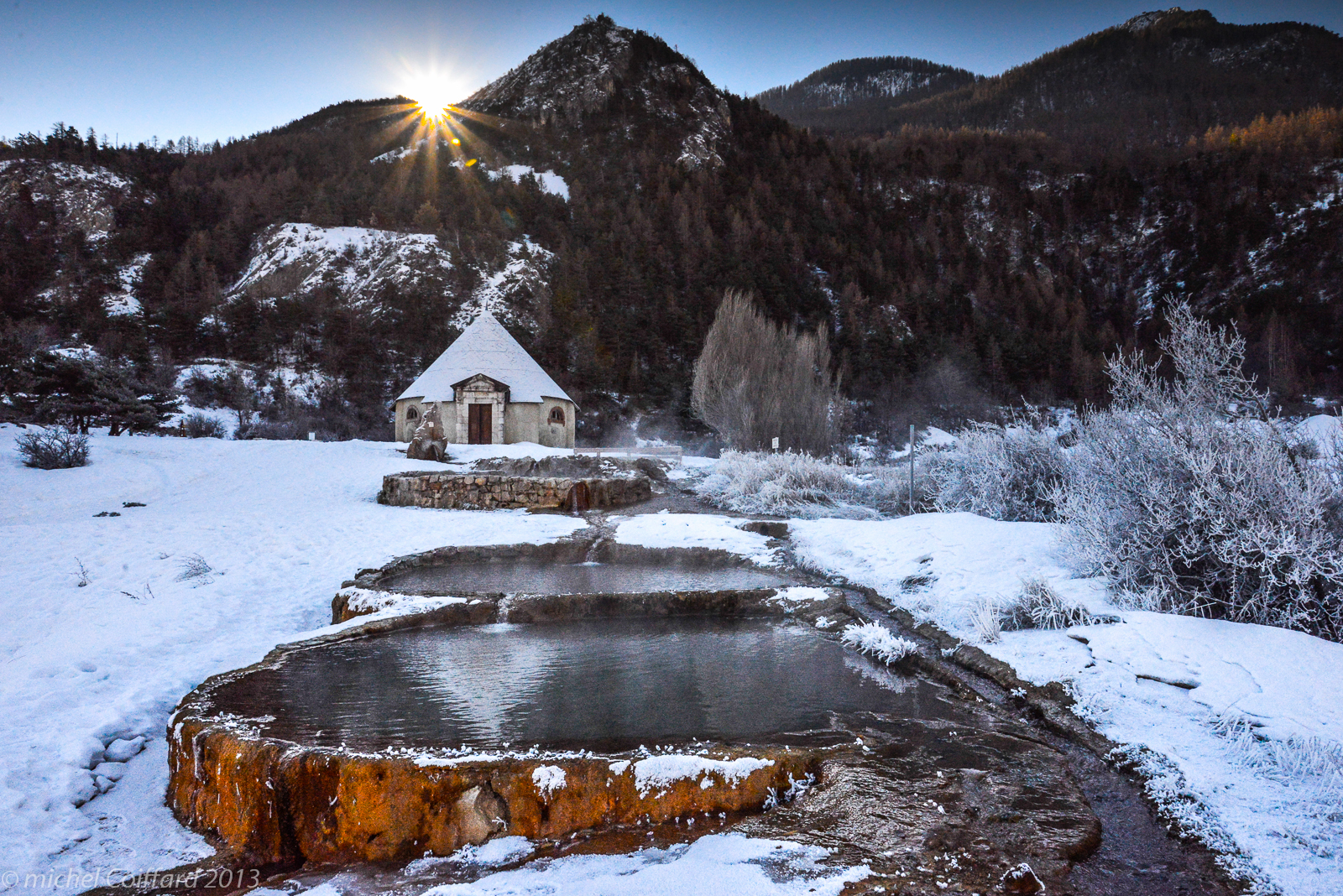
La source du Plan de Phazy et sa succession de bassins

Le Plan de Phazy est une source thermale chaude à 900 mètres d'altitude dans les Hautes-Alpes sise sur les communes de Guillestre et de Risoul.

## Histoire
La source est située près de la voie romaine qui longeait la Durance aux premiers siècles de notre ère. Elle fut probablement utilisée dans l'Antiquité, comme la source voisine de Réotier.
La source put être utilisée pour soigner les malades des hôpitaux qui  existaient dans la plaine au Moyen-Âge, à Saint-Clément et au pied de l'actuel Mont-Dauphin. De nombreux pèlerins et voyageurs passaient en ce lieu qui était un carrefour entre trois vallées et se trouvait sur la route menant d'Italie en Espagne.
Le nom de Phazy pourrait être celui d'un exploitant installé dans la plaine, peut-être le premier bâtisseur.
En 1783, Charmeil, chirurgien-major de l’hôpital militaire de Mont-Dauphin, attire l'attention des autorités sur ces eaux qui guérissent les affections les plus rebelles. C'est en 1824 que la construction de thermes fut autorisée, grâce à ses efforts. Ils sont principalement visités par les autochtones, et par les militaires des garnisons proches (Mont-Dauphin, etc.).
En 1806, un mémoire d'usage médical est rédigé par le docteur Farnaud médecin à Embrun, présentant des analyses chimique des eaux.

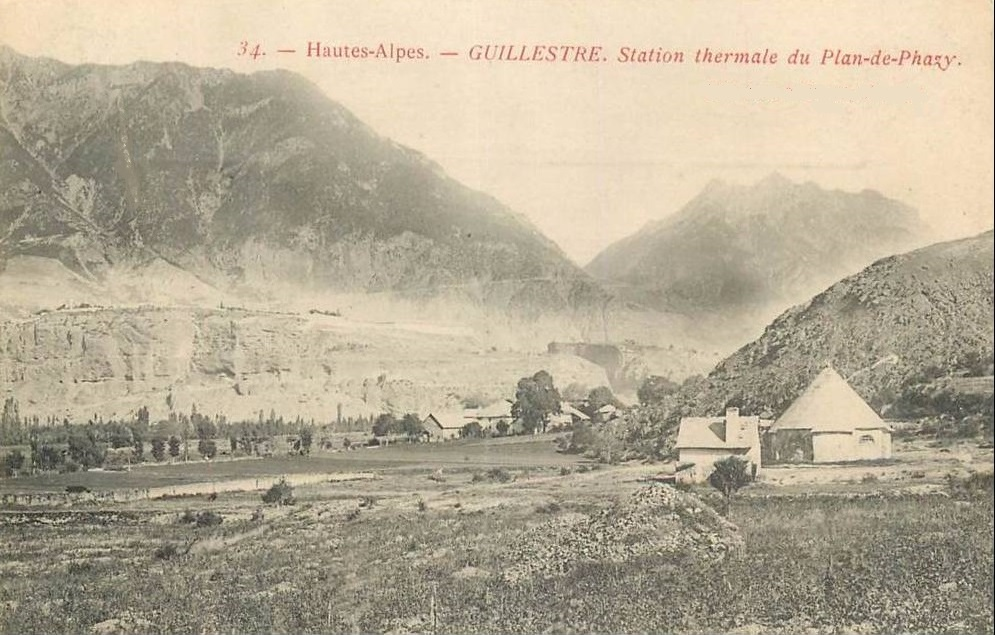
Station thermale de Plan de Phazy

En 1824, sous le règne de Charles X et Louis XVIII fut construit le bâtiment thermal, "la Rotonde".
À la suite de disputes au XIXe siècle sur la propriété du site entre les communes de Guillestre, Risoul et Ceillac, le département en prit la gestion en charge, puis l'attribua à Guillestre. La commune de Risoul ayant alors repris ses contestations, la source est depuis cette époque la propriété indivise des communes de Risoul et de Guillestre.
Un arrêté de 1860 du ministère de l’Agriculture, du Commerce et des Travaux publics autorisa l'exploitation des sources à des fins médicales, sans limitation dans le temps.
Cependant, plusieurs tentatives pour trouver un exploitant échouèrent et l'exploitation déclina. En 1980, le SIVU (Syndicat intercommunal à vocation unique des eaux du Plan de Phazy) fut fondé par les deux communes. Cet organisme restaura et modernisa le site, et tenta en 1986 mais en vain de relancer les activités thermales et médicales et de créer une station thermale à Mont-Dauphin. Des forages profonds furent réalisés pour le captage de l’eau thermale.

## Présentation
Le site a deux têtes de sources principales : la source des Suisses ou source des Vignes à 26 °C, et la source de la Rotonde à 28 °C.
Le débit de la première est de 70 à 80 litres par minute. C'est elle qui fut abritée par la rotonde de 1824 à 1935. La seconde, au débit cité de 180 à 300 litres par minute, sert depuis 1982 à chauffer des serres d'horticulture situées en aval par ruissellement sur des voiles en plastique.
Devant la rotonde se trouvent 2 bassins en ciment permettant de se baigner dans l'eau thermale.

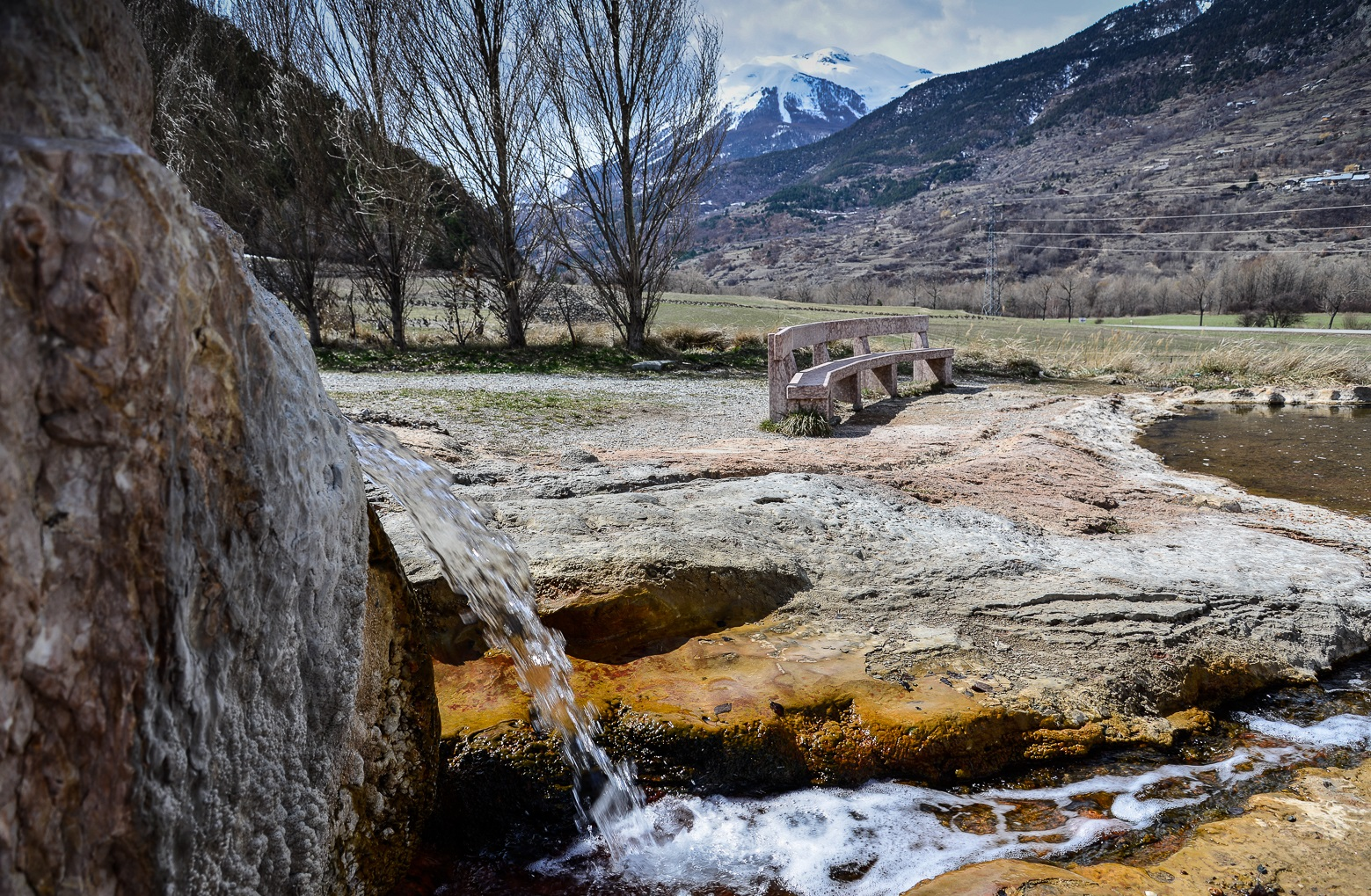
Source de La Rotonde
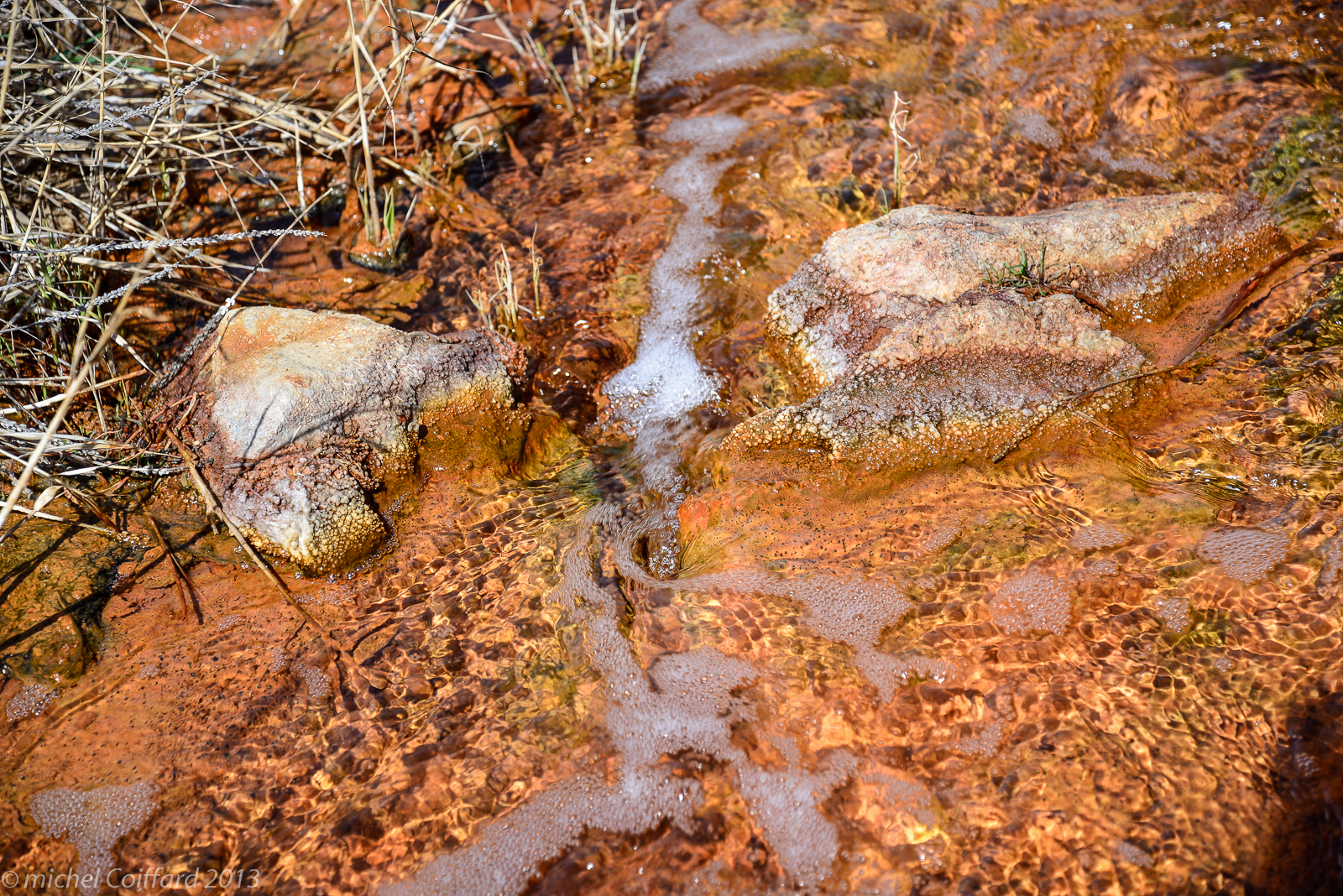
Source des Suisses ou source des Vignes, coulant au milieu des vignes
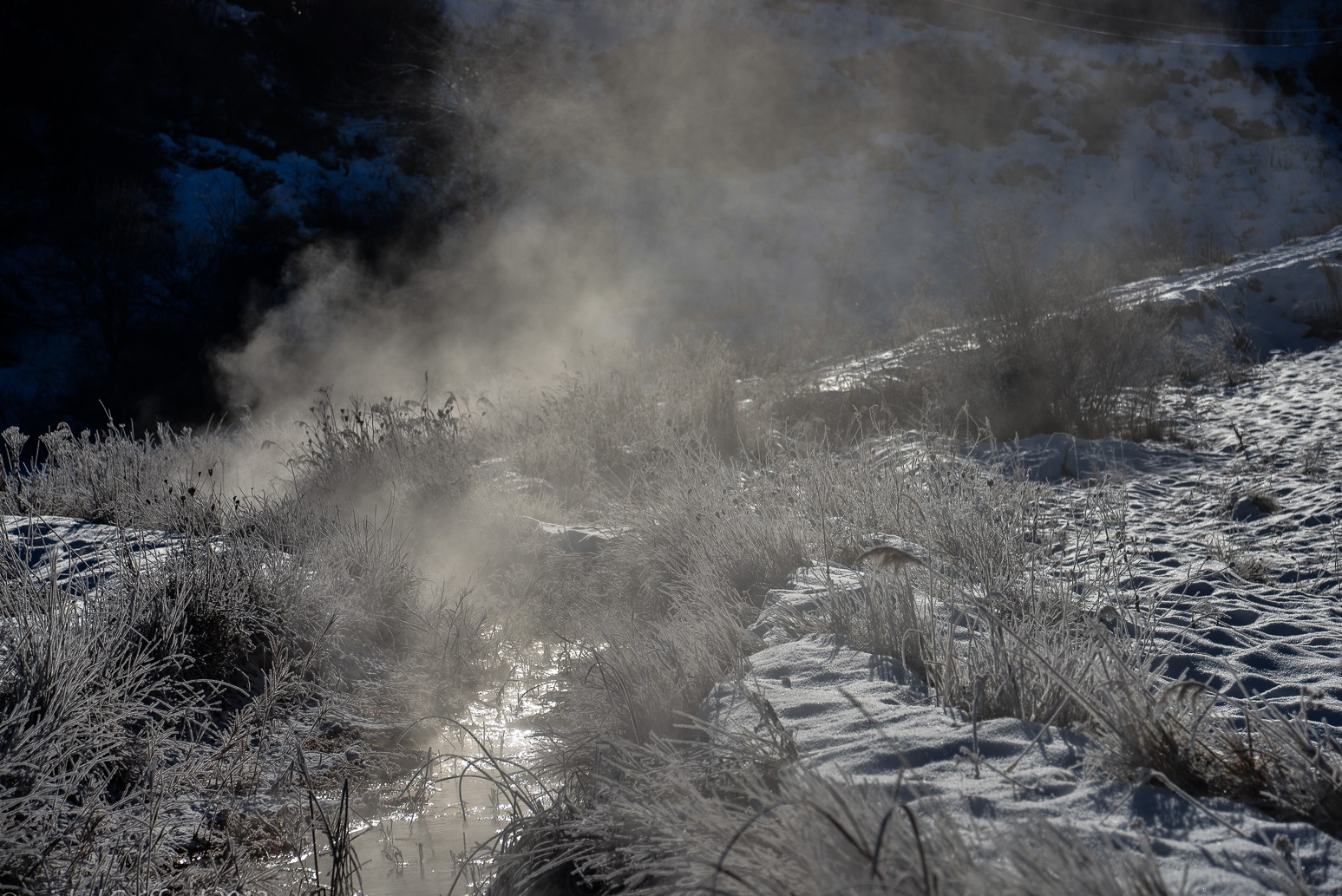
Source des Vignes en hiver

## Géologie
L'eau ruisselle du flanc de montagne puis descend dans la faille de la Durance de 1 000 m de profondeur, se réchauffant alors à raison de 1 °C pour 33 mètres descendant. La source émerge à la cassure entre les calcaires triasiques du Rocher de Barbein et le flysch de l'Embrunais (des schistes de Serenne) affleurant plus à l'ouest.

## Composition chimique

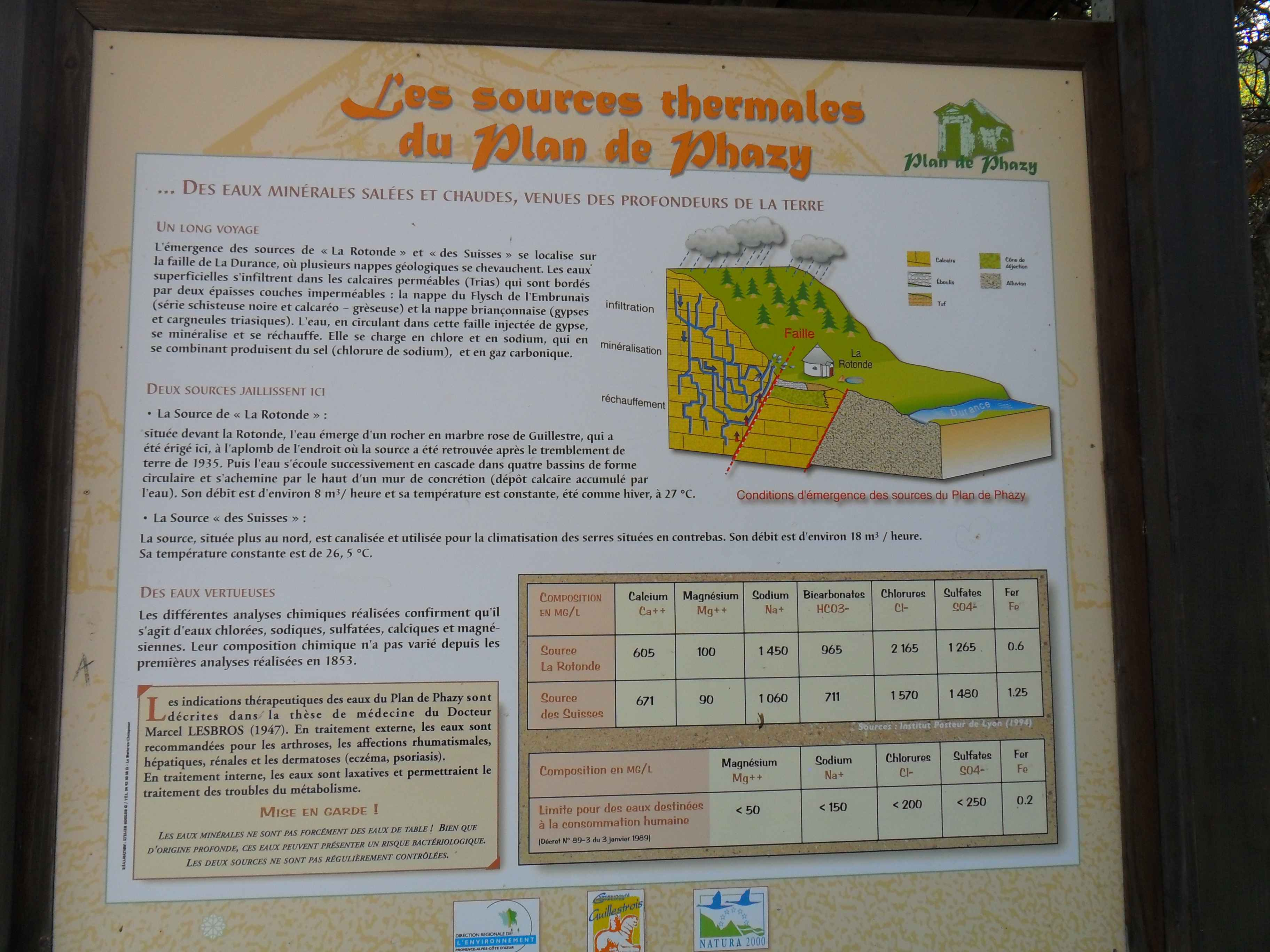
Panneau d'information sur la composition chimique des eaux au Plan de Phazy

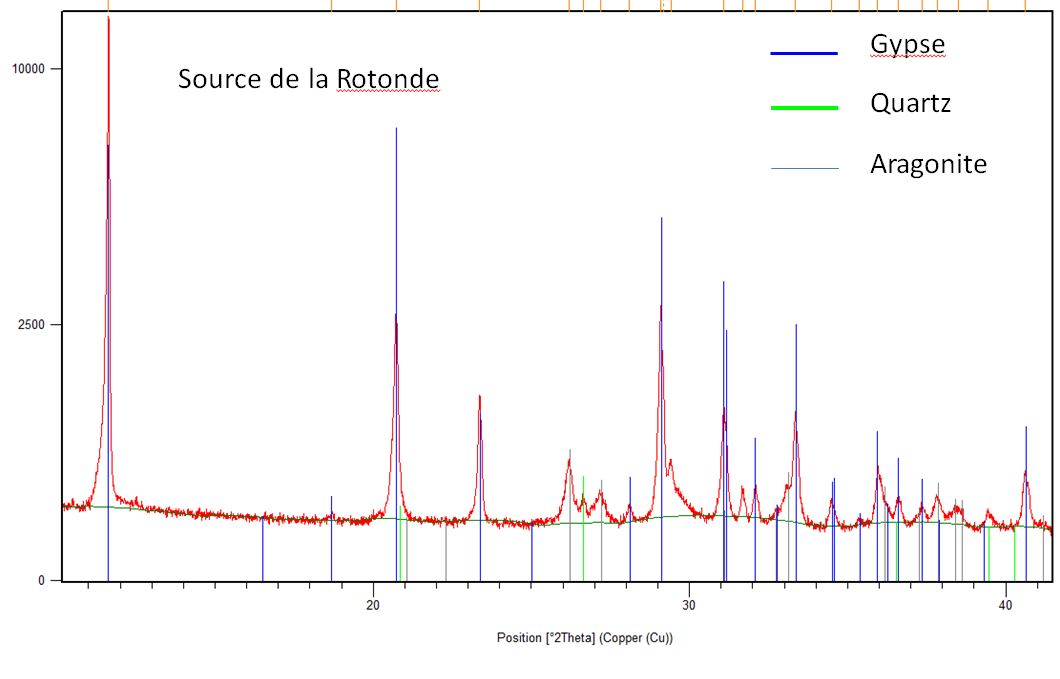
Diffractogramme RX d'un fragment de la source de la Rotonde

L'eau contient principalement chlorures, sulfates, bicarbonates, sodium, calcium, fer et magnésium. Riche en sels minéraux, ses vertus thérapeutiques supposées sont connues depuis l'Antiquité : maladies de peau, affections articulaires, rééducation des membres, affections hépatiques et rénales.
Le dépôt blanc-grisâtre à la sortie de l'eau est composé principalement de gypse avec des traces d'aragonite et de quartz.
Le site présente une radioactivité naturelle (ce qui est commun pour une source thermale) mesurée en 1947 par M. Lesbros à 2,87 micromillicuries/litre (soit environ 100 Bq/l) due à la présence de radon .

## Écologie

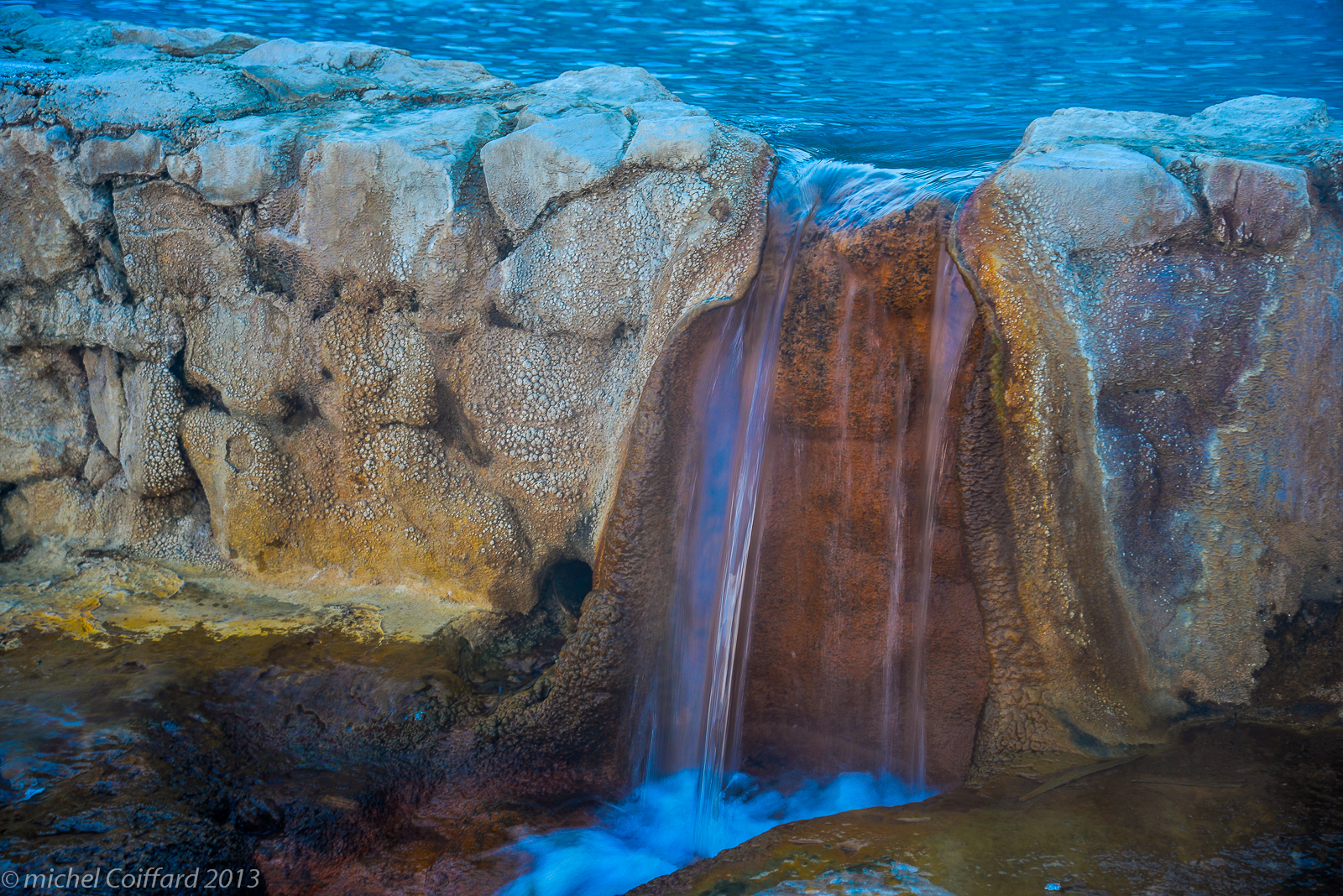
Minéralisation d'un déversoir

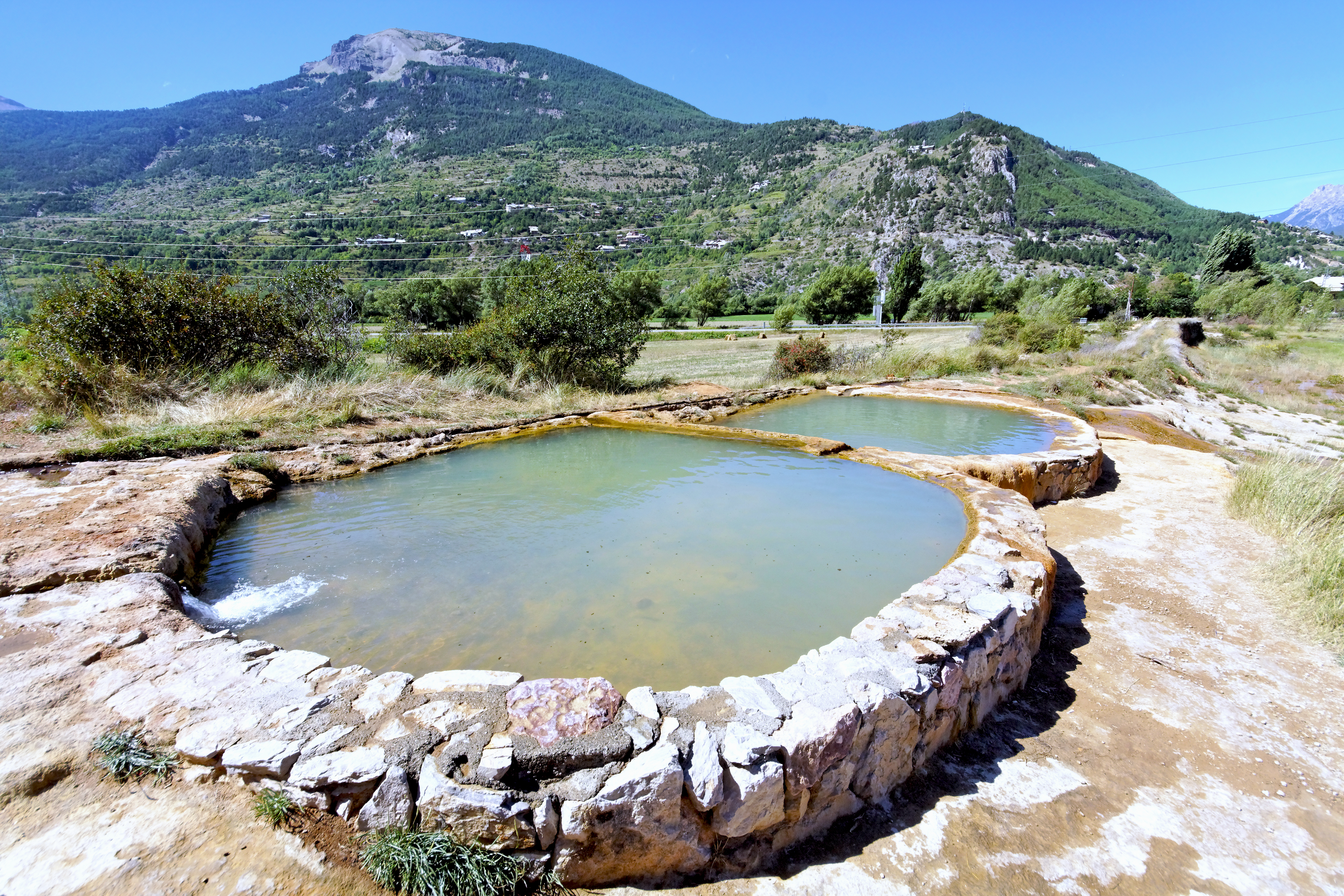
Bassins de la source de la Rotonde en été

Les deux sources forment en se déversant un marais halophyte à 900 m d'altitude ce qui est unique en France. Très salines, elles engendrent aux alentours une pré salé rarement rencontré hors des zones de littoral marin, et encore plus rare à cette altitude. L'eau ruisselle du flanc de montagne puis descend dans la faille de la Durance de 1 000 m de profondeur, se réchauffant alors à raison de 1 °C par 33 mètres descendant.
La source émerge à la cassure entre les calcaires triasiques du Rocher de Barbein et le flysch de l'Embrunais (des schistes de Serenne) affleurant plus à l'ouest.
Faune et flore caractéristiques associées comprennent entre autres Plantain maritime (Plantago maritima), Carex à épis distants (Carex distans), Spergulaire marginée (Spergularia media), Puccinelle à épis distants (Pucinellia distans) pour la flore, et Agrion de Mercure et Sympetrum à nervures rouges pour la faune,. Un organisme du parlement européen étudie la possibilité d'y cultiver de la spiruline.

## Protection de Natura 2000
Le site du Plan de Phazy fait l'objet d'une protection de la part l'Union européenne dans le cadre du réseau Natura 2000. Celui-ci concerne des sites naturels ou semi-naturels de l'Union européenne ayant une grande valeur patrimoniale, par la faune et la flore exceptionnelles qu'ils contiennent,.

## Situation

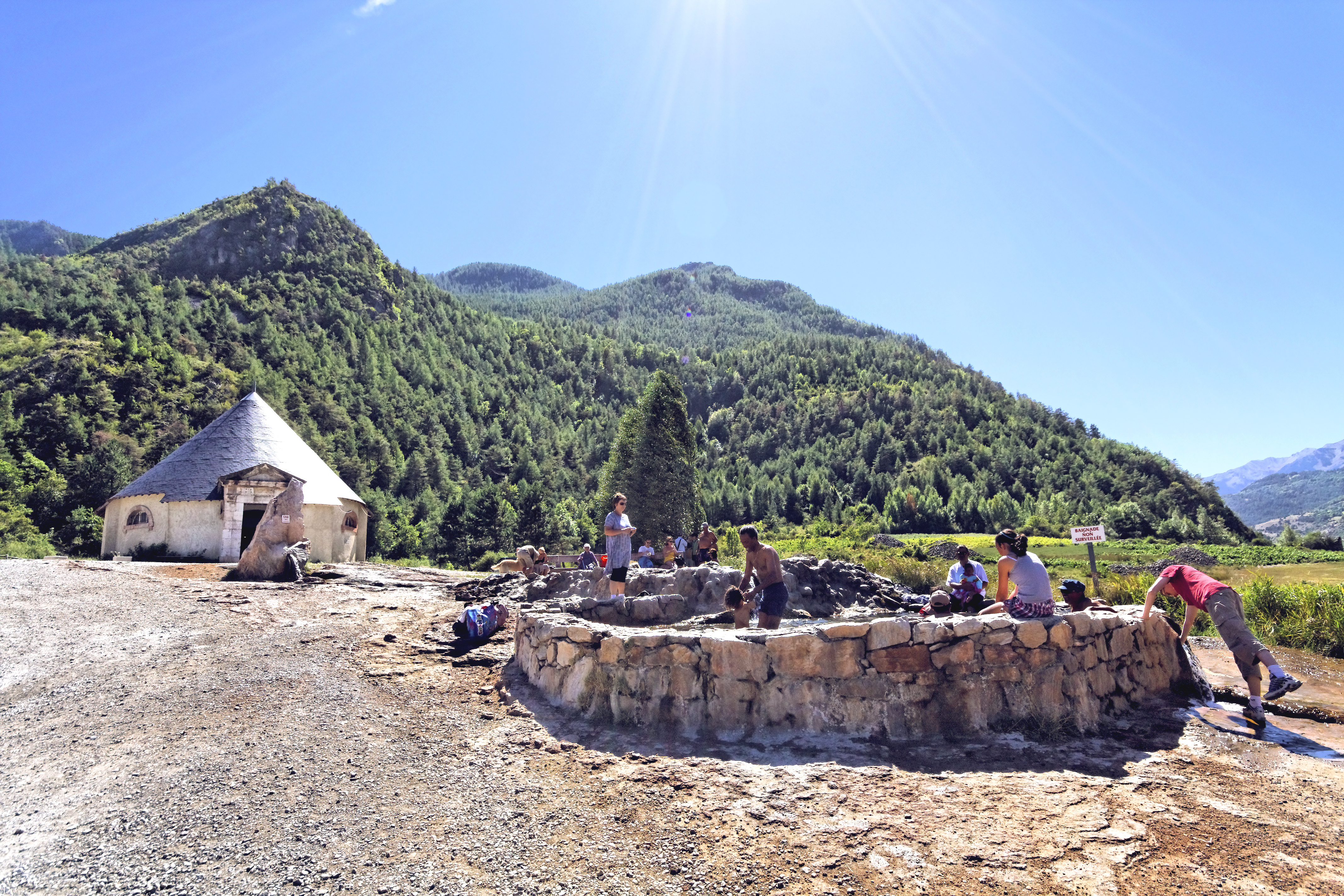
Baignade au Plan de Phazy

Le plan de Phazy est référencé dans le Géoparc franco-italien des Alpes Cottiennes et fait aussi partie de la zone protégée des abords de la place forte de Mont-Dauphin inscrite au patrimoine mondial (parmi les 12 sites fortifiés par Vauban retenus par l'UNESCO).
La protection du site à double titre ("Natura 2000" et "zone protégée des abords" du site UNESCO) limite sérieusement les possibilités d'exploitation thermale de la source. Pourtant l'idée a été relancé en 2014 avec un projet de construction d'un centre thermo-ludique.
Autrefois, un bâtiment appelé la Rotonde, construit en 1824, puis restauré sous Napoléon III, abritait la source principale. Quelques baignoires y avaient été installées pour les curistes. Mais en 1935 un séisme a déplacé la source de plusieurs mètres, la faisant ressortir à l'extérieur du bâtiment. Dans les années 1980, quatre bassins ont été aménagés pour la baignade. De nos jours la Rotonde accueille de mi-juin à mi-septembre une association d’artisans et d’agriculteurs locaux qui y vendent des produits de la région.
L'entrée du site est actuellement libre, et il est possible de se baigner dans l'un des quatre bassins. On trouve à côté une buvette, des toilettes et un espace de jeux pour les enfants.
Le site remarquable est surplombé par le rocher de Barbein (ou Barben).
À deux kilomètres de là, sur le trajet de la même faille de la Durance, on trouve la fontaine pétrifiante de Réotier.

## Le projet de création d'un centre thermo-ludique
La présence des sources d'eau chaude avait généré des projets de réutilisation, élaborés dans les années 1980, dans les bâtiments du site fortifié de Mont-Dauphin. Mais ils ont été abandonnés par la chaîne thermale du Soleil à une période où les services de la Sécurité sociale annonçaient déjà des restrictions sur les remboursements des cures thermales.
Le projet, étudié sous le contrôle des services de l'État chargés du contrôle des sites bénéficiant d'une protection au titre des monuments historiques, prévoyait un centre de thermalisme et un hôtel de Luxe à Mont-Dauphin.
Ces études de faisabilité ont finalement été ressorties des cartons, mais cette fois pour la source minérale de Plan de Phary, avec un projet de création centre thermo-ludique prévu pour 2017 ,,. Mais face aux multiples contraintes le projet a été quasiment abandonné fin 2018,.